# KRR Minigun
La KRR Minigun es una ametralladora australiana de 4 cañones. El arma fue diseñada por Kerfoot, Ronald y Ross, de ahí el nombre de KRR. Se le otorgó la WIPO Patent WO/1985/005442A1.

## Diseño
La KRR Minigun fue diseñada en la década de 1980 como respuesta a la M134, que es pesada y difícil de transportar, por lo que generalmente va montada en helicópteros y aviones artillados para apoyar a la infantería, además que la M134 necesita una fuente externa de energía para disparar y no puede disparar por sí sola.
La finalidad general de la KRR Minigun es proveer una ametralladora multicañón con accionamiento automático y una alta cadencia de disparo. Puede disparar en modo semiautomático o ráfagas cortas. Entre otras características se incluye la facilidad de variar la cadencia de disparo, por lo que los cañones tienen una larga vida útil y mantienen su precisión, ya que son de fácil mantenimiento.

## Descripción
La KRR Minigun es una ametralladora rotativa de 4 cañones accionada por los gases del disparo. El conjunto de cañones está protegido por una camisa de enfriamiento con un pistolete en su parte inferior para controlar el retroceso. El arma viene con una culata fija y una mira óptica infrarroja/asa de transporte.